# Zeytinalanı, Köyceğiz
Zeytinalanı là một xã thuộc huyện Köyceğiz, tỉnh Muğla, Thổ Nhĩ Kỳ. Dân số thời điểm năm 2011 là 2.351 người.